# ハックルベリーフィン (日本のバンド)
ハックルベリーフィン（HUCKLEBERRY FINN）は、埼玉県草加市出身の3人編成のロックバンド。
なお、1970年代のラジオ番組『たむたむたいむ』で「流れ星」などを歌った「ハックルベリーフィン」とは全く別である。

## メンバー
- 佐久間 勉（さくま つとむ）埼玉県草加市出身：ギター&ボーカル
- 山口 剛幸（やまぐち たけゆき）埼玉県草加市出身：ベース
- 山口 幸彦（やまぐち ゆきひこ）埼玉県草加市出身：ドラム

## 略歴
- 幼なじみの佐久間　勉(ギター&ボーカル)と山口　剛幸(ベース)がバンドを結成し、ベース山口の弟・山口　幸彦(ドラム)があとから加入。1997年頃から下北沢・渋谷を中心にLIVE活動を行う。

- 1999年以降、Aja Recordsから5枚のインディーズ盤をリリースした後、2001年に「ハリケーン」でメジャーデビュー。B.O.C presents BAUXiTE page1においてBUMP OF CHICKEN、Syrup16g、BURGER NUDSとの対バン経験もある。

- 2006年12月、期間限定バンド「加藤キーチ sings SALLY Rock'n'Roll Band」に山口兄弟がそれぞれベース、ドラムとして参加[1]。

## ディスコグラフィ

### シングル
1. 冒険（1999年3月5日/Aja Records）
  1. 冒険
  2. 夜行列車
  3. 夢のつづき
2. MOUNTAIN（2000年7月7日/Aja Records）
  1. MOUNTAIN
  2. 夜行列車
3. 青春ボディブロー（2001年2月16日/Aja Records）
  1. 青春ボディブロー (new version)
  2. さよなら影ぼうし (acoustic)
  3. MOUNTAIN (acoustic)
4. ハリケーン（2001年11月29日/KING RECORDS）オリコン90位
  1. ハリケーン[4:18]
作詞・作曲：佐久間勉／編曲：ハックルベリーフィン・木谷徹
  2. Letter[4:06]
作詞・作曲：佐久間勉／編曲：ハックルベリーフィン・木谷徹
5. はなむけの歌（2002年2月28日/KING RECORDS）
  1. はなむけの歌[4:53]
作詞・作曲：佐久間勉／編曲：ハックルベリーフィン・木谷徹
    - TBS系列COUNT DOWN TVエンディングテーマ

  2. 僕の大切な場所[5:32]
作詞・作曲：佐久間勉／編曲：ハックルベリーフィン・木谷徹
  3. 青春ボディブロー(Live)[4:35]
作詞・作曲：佐久間勉／編曲：ハックルベリーフィン・木谷徹
6. Beautiful Day（2002年7月3日/KING RECORDS）オリコン60位
  1. Beautiful Day[4:34]
作詞・作曲：佐久間勉／編曲：ハックルベリーフィン・木谷徹
    - NTV系「『AX MUSIC-TV』AX POWER PLAY #007」テーマソング

  2. キャンプ[4:31]
作詞・作曲：佐久間勉／編曲：ハックルベリーフィン・木谷徹
7. アカネ（2004年1月21日/KING RECORDS）オリコン199位
  1. アカネ[4:15]
作詞・作曲：佐久間勉／編曲：ハックルベリーフィン
  2. Someday[4:30]
作詞・作曲：佐久間勉／編曲：ハックルベリーフィン
  3. 真夏の想い出[4:37]
8. Bootleg EP#01（2005年12月3日、会場限定）
9. Bootleg EP#02（2006年6月3日、会場限定）

### アルバム
1. パレード（2000年9月9日/Aja Records）
  1. 夕さりの虹
  2. Mountain（アルバムミックス）
  3. アドバルーン
  4. 25
  5. レンタルレコード
  6. March
  7. アクアラング
  8. 青春ボディブロー
  9. さよなら影ぼうし
  10. カルミア
2. リバーダンス（2002年7月24日/KING RECORDS）オリコン97位
  1. Beautiful Day
  2. Letter
  3. Jim
  4. 月影
  5. プリムラ
  6. river
  7. ハリケーン（アルバムミックス）
  8. 恋のサマービーチ
  9. 12月の日差し
  10. はなむけの歌
  11. 夕暮れの風
3. Traveling（2006年11月8日/solaris records）
  1. ハイダウェイ[4:09]
  2. SUNNY[4:17]
  3. さざなみ[4:18]
  4. オリオン[4:52]
  5. アーモンド[4:00]
  6. SING[4:29]
  7. 雨あがり[5:08]
  8. regret[4:33]
  9. スワロー[4:22]
  10. キョウコ[4:20]
  11. 青空[5:49]
  12. Caravan[4:08]
4. cairn（2013年10月23日/comakusa records）
  1. will
  2. Monster
  3. TRY
  4. 記憶
  5. ガーベラ
  6. 僕らのしるし
  7. Link
  8. アサヤケ
  9. アンサンブル
  10. たからもの

### ミニアルバム
1. トーテムポール（1999年9月9日/Aja Records）
  1. 僕に翼
  2. アクロバット
  3. 夏のドライブ
  4. 春の微笑み
  5. 月に潜む男
  6. フタバ
2. STAND!（2003年8月27日/KING RECORDS）
  1. グライダー[4:02]
  2. 純情ラプソディー[4:38]
  3. 追憶[3:30]
  4. 0503[3:14]
  5. パークライフ[5:11]
  6. STAND[3:59

### VIDEO・DVD
1. ウォーターフォール/Aja Records

### 参加作品
1. 802 HEAVY ROTATIONS～J-HITS COMPLETE'01～'03（2004年12月08日）
4.ハリケーン

## 註
1. ↑  Picture Yourself Sound School　加藤キーチ sings SALLY Rock'n'Roll Band